# Orenzio
Orenzio  è un nome proprio di persona italiano maschile. 

## Varianti
- Maschili: Orienzio[1]
- Femminili: Orenzia[2]

### Varianti in altre lingue
- Catalano: Orenci[3], Orenc[3]
- Francese: Orens
- Latino: Orentius[1][3], Orientius[1]
- Polacco: Orencjusz
- Spagnolo: Orencio[3]

## Origine e diffusione
Nome di scarsissima diffusione in Italia, meglio diffuso in Spagna, continua il latino Orentius; secondo alcune fonti, sarebbe da ricollegare al termine Oriens ("Oriente"), con il significato di "orientale", "che viene dall'oriente".
È stato occasionalmente confuso, per la somiglianza fonetica, con il nome Oronzo.

## Onomastico
L'onomastico si può festeggiare in memoria di più santi, alle date seguenti:
- 1º maggio, sant'Orenzio di Loret, marito di santa Pazienza e padre di san Lorenzo e di un omonimo sant'Orenzio[4][5]
- 1º maggio, sant'Orenzio, eremita e vescovo di Auch, figlio e omonimo del precedente[4][5]
- 24 giugno, sant'Orenzio, soldato romano, martire con i suoi sei fratelli a Satala, in Armenia Minore, sotto Massimiano[4][5]